# Колективізм
Колективізм — етична, політична чи соціальна система поглядів, що підкреслює взаємозалежність людей й ставить інтереси колективу вище, ніж інтереси окремої особистості. Колективізм висуває на перший план громаду й суспільство, ставлячи групову мету над особистою.
Колективізм у певному сенсі є протилежністю індивідуалізму. Ідеології соціалізму, фашизму та комунізму будуються на засадах колективізму.